# Вилхелм Рьопке
Вилхелм Рьопке (на немски: Wilhelm Röpke) е германски икономист.
Роден е на 10 октомври 1899 година в Швармщет в семейството на лекар. Учи икономика в Гьотингенския, Тюбингенския и Марбургския университет, където през 1921 година получава докторска степен. От 1922 година преподава в Йенския университет, през 1933 година емигрира в Турция, където преподава в Истанбулския университет, а от 1937 година до края на живота си работи във Висшя институт за международни изследвания в Женева. Последователен критик на тоталитаризма, той става един от идеолозите на социалното пазарно стопанство, ключово за стопанското възстановяване на Германия след Втората световна война.
Вилхелм Рьопке умира на 12 февруари 1966 година в Женева.